# LA Women's Tennis Championships
Жіночий тенісний чемпіонат Лос-Анджелеса — щорічний жіночий професійний тенісний професійний. Проводився в рамках WTA-туру до 2009 року в Карсоні, передмісті Лос-Анджелеса на твердих (хардових) кортах.
Історія турніру бере початок 1971 року в Лонг-Біч, як частина зимової зальної серії жіночого протуру. У подібному форматі турнір, втім, проводився недовго: вже в 1973 році перемістився до Лос-Анджелеса, а з 1983-го - до Манхеттен-Біч: тенісистки стали визначати найкращих на відкритих кортах, а строки проведення турніру змістилися на літню хардову серію між Вімблдоном і Відкритим чемпіонатом США.
2003 року турнір знову переїхав: цього разу до міста Карсон. На новому місці приз проіснував сім років, поки через фінансові проблеми його не було об'єднано з іншим каліфорнійським турніром в Карлсбаді.
У 1974-76-му роках організатори брали єдину паузу в 39-річній історії змагання, зосередивши всі свої фінансові можливості на організації в Лос-Анджелесі Підсумкового чемпіонату WTA.

### Переможниці та фіналістки
Найбільш титулованою тенісисткою в історії каліфорнійського призу є Мартіна Навратілова, яка тринадцять разів перемагала в його розіграшах (зокрема вісім разів - в одиночних турнірах). По чотири рази вигравали приз в одиночному розряді ще дві американки: Кріс Еверт і Ліндсі Девенпорт.
Найбільш титулованою тенісисткою в історії парних турнірів є Розмарі Касалс, яка шість разів з різними партнерками здобувала каліфорнійський приз. П'ять титулів на рахунку все тієї ж Навратілової і чотири - у Наташі Звєрєвої.

## Фінали

### Одиночний розряд
| Рік     | Місце                               | Чемпіонка                           | Фіналістка                          | Рахунок                             | Назва                                                     |
| ------- | ----------------------------------- | ----------------------------------- | ----------------------------------- | ----------------------------------- | --------------------------------------------------------- |
| 1971    | Лонг-Біч                            | Біллі Джин Кінг                     | Розмарі Касалс                      | 6–1, 6–2                            | Біллі Джин Кінг Invitational                              |
| 1972    | Лонг-Біч                            | Розмарі Касалс                      | Франсуаза Дюрр                      | 6–2, 6–7(4–5), 6–3                  | Independent Press-Telegram's Women's Tennis Championships |
| 1973    | Лос-Анджелес                        | Маргарет Корт                       | Ненсі Гюнтер                        | 7–5, 6–7(1–5), 7–5                  | British Motor Cars Tournament                             |
| 1974–76 | Лос-Анджелес                        | Не проводився                       | Не проводився                       | Не проводився                       | Не проводився                                             |
| 1977    | Лос-Анджелес                        | Кріс Еверт                          | Мартіна Навратілова                 | 6–2, 2–6, 6–1                       | Virginia Slims of Los Angeles                             |
| 1978    | Лос-Анджелес                        | Мартіна Навратілова                 | Розмарі Касалс                      | 6–3, 6–2                            | Virginia Slims of Los Angeles                             |
| 1979    | Лос-Анджелес                        | Кріс Еверт (2)                      | Мартіна Навратілова                 | 6–3, 6–4                            | Avon Championships of Los Angeles                         |
| 1980    | Лос-Анджелес                        | Мартіна Навратілова (2)             | Трейсі Остін                        | 6–2, 6–0                            | Avon Championships of Los Angeles                         |
| 1981    | Лос-Анджелес                        | Мартіна Навратілова (3)             | Андреа Джегер                       | 6–4, 6–0                            | Avon Championships of Los Angeles                         |
| 1982    | Лос-Анджелес                        | Міма Яушовець                       | Сільвія Ганіка                      | 6–2, 7–6(7–4)                       | Avon Championships of Los Angeles                         |
| 1983    | Мангеттен Біч                       | Мартіна Навратілова (4)             | Кріс Еверт                          | 6–1, 6–3                            | Virginia Slims of Los Angeles (II)                        |
| 1984    | Мангеттен Біч                       | Кріс Еверт (3)                      | Венді Тернбулл                      | 6–2, 6–3                            | Virginia Slims of Los Angeles (II)                        |
| 1985    | Мангеттен Біч                       | Клаудія Коде-Кільш                  | Пем Шрайвер                         | 6–2, 6–4                            | Virginia Slims of Los Angeles (II)                        |
| 1986    | Мангеттен Біч                       | Мартіна Навратілова (5)             | Кріс Еверт                          | 7–6(7–5), 6–3                       | Virginia Slims of Los Angeles (II)                        |
| 1987    | Мангеттен Біч                       | Штеффі Граф                         | Кріс Еверт                          | 6–3, 6–4                            | Virginia Slims of Los Angeles (II)                        |
| 1988    | Мангеттен Біч                       | Кріс Еверт (4)                      | Габріела Сабатіні                   | 2–6, 6–1, 6–1                       | Virginia Slims of Los Angeles (II)                        |
| 1989    | Мангеттен Біч                       | Мартіна Навратілова (6)             | Габріела Сабатіні                   | 6–0, 6–2                            | Virginia Slims of Los Angeles (II)                        |
| 1990    | Мангеттен Біч                       | Моніка Селеш                        | Мартіна Навратілова                 | 6–4, 3–6, 7–6(8–6)                  | Virginia Slims of Los Angeles (II)                        |
| 1991    | Мангеттен Біч                       | Моніка Селеш (2)                    | Кіміко Дате                         | 6–3, 6–1                            | Virginia Slims of Los Angeles (II)                        |
| 1992    | Мангеттен Біч                       | Мартіна Навратілова (7)             | Моніка Селеш                        | 6–4, 6–2                            | Virginia Slims of Los Angeles (II)                        |
| 1993    | Мангеттен Біч                       | Мартіна Навратілова (8)             | Аранча Санчес Вікаріо               | 7–5, 7–6(7–4)                       | Virginia Slims of Los Angeles (II)                        |
| 1994    | Мангеттен Біч                       | Емі Фрейзер                         | Енн Гроссман                        | 6–1, 6–3                            | Virginia Slims of Los Angeles (II)                        |
| 1995    | Мангеттен Біч                       | Кончіта Мартінес                    | Чанда Рубін                         | 4–6, 6–1, 6–3                       | Acura Classic                                             |
| 1996    | Мангеттен Біч                       | Ліндсі Девенпорт                    | Анке Губер                          | 6–2, 6–3                            | Acura Classic                                             |
| 1997    | Мангеттен Біч                       | Моніка Селеш (3)                    | Ліндсі Девенпорт                    | 5–7, 7–5, 6–4                       | Acura Classic                                             |
| 1998    | Мангеттен Біч                       | Ліндсі Девенпорт (2)                | Мартіна Хінгіс                      | 4–6, 6–4, 6–3                       | Acura Classic                                             |
| 1999    | Мангеттен Біч                       | Серена Вільямс                      | Жюлі Алар-Декюжі                    | 6–1, 6–4                            | Acura Classic                                             |
| 2000    | Мангеттен Біч                       | Серена Вільямс (2)                  | Ліндсі Девенпорт                    | 4–6, 6–4, 7–6(7–1)                  | estyle.com Classic                                        |
| 2001    | Мангеттен Біч                       | Ліндсі Девенпорт (3)                | Моніка Селеш                        | 6–3, 7–5                            | estyle.com Classic                                        |
| 2002    | Мангеттен Біч                       | Чанда Рубін                         | Ліндсі Девенпорт                    | 5–7, 7–6(7–5), 6–3                  | JPMorgan Chase Open                                       |
| 2003    | Карсон                              | Кім Клейстерс                       | Ліндсі Девенпорт                    | 6–1, 3–6, 6–1                       | JPMorgan Chase Open                                       |
| 2004    | Карсон                              | Ліндсі Девенпорт (4)                | Серена Вільямс                      | 6–1, 6–3                            | JPMorgan Chase Open                                       |
| 2005    | Карсон                              | Кім Клейстерс (2)                   | Даніела Гантухова                   | 6–4, 6–1                            | JPMorgan Chase Open                                       |
| 2006    | Карсон                              | Олена Дементьєва                    | Єлена Янкович                       | 6–3, 4–6, 6–4                       | JPMorgan Chase Open                                       |
| 2007    | Карсон                              | Ана Іванович                        | Надія Петрова                       | 7–5, 6–4                            | East West Bank Classic                                    |
| 2008    | Карсон                              | Дінара Сафіна                       | Флавія Пеннетта                     | 6–4, 6–2                            | East West Bank Classic                                    |
| 2009    | Карсон                              | Флавія Пеннетта                     | Саманта Стосур                      | 6–4, 6–3                            | LA Women's Tennis Championships                           |
| 2010    | не проводився переїхав до Сан-Дієго | не проводився переїхав до Сан-Дієго | не проводився переїхав до Сан-Дієго | не проводився переїхав до Сан-Дієго | не проводився переїхав до Сан-Дієго                       |

### Парний розряд
| Рік     | Місце                               | Чемпіонки                                         | Фіналістки                                    | Рахунок                             | Назва                                                     |
| ------- | ----------------------------------- | ------------------------------------------------- | --------------------------------------------- | ----------------------------------- | --------------------------------------------------------- |
| 1971    | Лонг-Біч                            | Розмарі Касалс Біллі Джин Кінг                    | Франсуаза Дюрр Енн Гейдон-Джонс               | 7–5, 6–3                            | Біллі Джин Кінг Invitational                              |
| 1972    | Лонг-Біч                            | Розмарі Касалс (2) Вірджинія Вейд                 | Гелен Гурлей Карен Крантцке                   | 6–4, 5–7, 7–5                       | Independent Press-Telegram's Women's Tennis Championships |
| 1973    | Лос-Анджелес                        | Розмарі Касалс (3) Джулі Гелдман                  | Маргарет Корт Леслі Гант                      | walkover                            | British Motor Cars Tournament                             |
| 1974–76 | Лос-Анджелес                        | Не проводився                                     | Не проводився                                 | Не проводився                       | Не проводився                                             |
| 1977    | Лос-Анджелес                        | Розмарі Касалс (4) Кріс Еверт                     | Мартіна Навратілова Бетті Стеве               | 6–2, 6–4                            | Virginia Slims of Los Angeles                             |
| 1977    | Лос-Анджелес                        | Бетті Стеве Вірджинія Вейд (2)                    | Грір Стівенс Рем Тігуарден                    | 6–3, 6–2                            | Virginia Slims of Los Angeles                             |
| 1979    | Лос-Анджелес                        | Розмарі Касалс (5) Кріс Еверт (2)                 | Мартіна Навратілова Енн Сміт                  | 6–4, 1–6, 6–3                       | Avon Championships of Los Angeles                         |
| 1980    | Лос-Анджелес                        | Розмарі Касалс (6) Мартіна Навратілова            | Кеті Джордан Енн Сміт                         | 7–6, 6–2                            | Avon Championships of Los Angeles                         |
| 1981    | Лос-Анджелес                        | Сью Баркер Енн Кійомура                           | Маріта Редондо Пінат Луї                      | 6–1, 4–6, 6–1                       | Avon Championships of Los Angeles                         |
| 1982    | Лос-Анджелес                        | Кеті Джордан Енн Сміт                             | Барбара Поттер Шерон Волш                     | 6–3, 7–5                            | Avon Championships of Los Angeles                         |
| 1983    | Мангеттен Біч                       | Мартіна Навратілова (2) Пем Шрайвер               | Бетсі Нагелсен Вірджинія Рузічі               | 6–1, 6–0                            | Virginia Slims of Los Angeles (II)                        |
| 1984    | Мангеттен Біч                       | Кріс Еверт-Ллойд (3) Венді Тернбулл               | Беттіна Бюнге Ева Пфафф                       | 6–2, 6–4                            | Virginia Slims of Los Angeles (II)                        |
| 1985    | Мангеттен Біч                       | Клаудія Коде-Кільш Гелена Сукова                  | Гана Мандлікова Венді Тернбулл                | 6–4, 6–2                            | Virginia Slims of Los Angeles (II)                        |
| 1986    | Мангеттен Біч                       | Мартіна Навратілова (3) Пем Шрайвер (2)           | Клаудія Коде-Кільш Гелена Сукова              | 6–4, 6–3                            | Virginia Slims of Los Angeles (II)                        |
| 1987    | Мангеттен Біч                       | Мартіна Навратілова (4) Пем Шрайвер (3)           | Зіна Гаррісон Лорі Макніл                     | 6–3, 6–4                            | Virginia Slims of Los Angeles (II)                        |
| 1988    | Мангеттен Біч                       | Патті Фендік Джилл Гетерінгтон                    | Джиджі Фернандес Робін Вайт                   | 7–6(7–2), 5–7, 6–4                  | Virginia Slims of Los Angeles (II)                        |
| 1989    | Мангеттен Біч                       | Мартіна Навратілова (5) Венді Тернбулл (2)        | Клаудія Коде-Кільш Мері Джо Фернандес         | 5-2 знялася                         | Virginia Slims of Los Angeles (II)                        |
| 1990    | Мангеттен Біч                       | Джиджі Фернандес Яна Новотна                      | Мерседес Пас Габріела Сабатіні                | 6–3, 4–6, 6–4                       | Virginia Slims of Los Angeles (II)                        |
| 1991    | Мангеттен Біч                       | Лариса Савченко Наталія Звєрєва                   | Гретхен Раш-Магерс Робін Вайт                 | 6–1, 2–6, 6–2                       | Virginia Slims of Los Angeles (II)                        |
| 1992    | Мангеттен Біч                       | Аранча Санчес Вікаріо Гелена Сукова (2)           | Зіна Гаррісон Пем Шрайвер                     | 6–4, 6–2                            | Virginia Slims of Los Angeles (II)                        |
| 1993    | Мангеттен Біч                       | Аранча Санчес Вікаріо (2) Гелена Сукова (3)       | Джиджі Фернандес Наталія Звєрєва              | 7–6(7–3), 6–3                       | Virginia Slims of Los Angeles (II)                        |
| 1994    | Мангеттен Біч                       | Жулі Алар Наталі Тозья                            | Яна Новотна Ліза Реймонд                      | 6–1, 0–6, 6–1                       | Virginia Slims of Los Angeles (II)                        |
| 1995    | Мангеттен Біч                       | Джиджі Фернандес (2) Наташа Звєрєва (2)           | Габріела Сабатіні Лариса Савченко-Нейланд     | 7–5, 6–7(2–7), 7–5                  | Acura Classic                                             |
| 1996    | Мангеттен Біч                       | Ліндсі Девенпорт Наташа Звєрєва (3)               | Емі Фрейзер Кімберлі По                       | 6–1, 6–4                            | Acura Classic                                             |
| 1997    | Мангеттен Біч                       | Яюк Басукі Кароліна Віс                           | Лариса Савченко-Нейланд Гелена Сукова         | 7–6(9–7), 6–3                       | Acura Classic                                             |
| 1998    | Мангеттен Біч                       | Мартіна Хінгіс Наташа Звєрєва (4)                 | Тамарін Танасугарн Татаркова Олена Валеріївна | 6–4, 6–2                            | Acura Classic                                             |
| 1999    | Мангеттен Біч                       | Аранча Санчес Вікаріо (3) Лариса Савченко-Нейланд | Ліза Реймонд Ренне Стаббс                     | 6–2, 6–7(5–7), 6–0                  | Acura Classic                                             |
| 2000    | Мангеттен Біч                       | Елс Калленс Домінік Монамі ван Рост               | Кімберлі По Анн-Гель Сідо                     | 6–2, 7–5                            | estyle.com Classic                                        |
| 2001    | Мангеттен Біч                       | Кімберлі По-Мессерлі Наталі Тозья (2)             | Ніколь Арендт Кароліна Віс                    | 6–3, 7–5                            | estyle.com Classic                                        |
| 2002    | Мангеттен Біч                       | Кім Клейстерс Єлена Докич                         | Даніела Гантухова Ай Суґіяма                  | 6–2, 6–3                            | JPMorgan Chase Open                                       |
| 2003    | Карсон                              | Марі П'єрс Ренне Стаббс                           | Олена Бовіна Елс Калленс                      | 6–3, 6–3                            | JPMorgan Chase Open                                       |
| 2004    | Карсон                              | Надія Петрова Меган Шонессі                       | Кончіта Мартінес Вірхінія Руано Паскуаль      | 6–7(2–7), 6–4, 6–3                  | JPMorgan Chase Open                                       |
| 2005    | Карсон                              | Олена Дементьєва Флавія Пеннетта                  | Анджела Гейнс Бетані Маттек-Сендс             | 6–2, 6–4                            | JPMorgan Chase Open                                       |
| 2006    | Карсон                              | Вірхінія Руано Паскуаль Паола Суарес              | Даніела Гантухова Ай Суґіяма                  | 6–3, 6–4                            | JPMorgan Chase Open                                       |
| 2007    | Карсон                              | Квета Грдлічкова Peschke Ренне Стаббс (2)         | Алісія Молік Мара Сантанджело                 | 6–0, 6–1                            | East West Bank Classic                                    |
| 2008    | Карсон                              | Чжань Юнжань Чжуан Цзяжун                         | Ева Грдінова Владіміра Угліржова              | 2–6, 7–5, (10-4)                    | East West Bank Classic                                    |
| 2009    | Карсон                              | Чжуан Цзяжун (2) Янь Цзи                          | Марія Кириленко Агнешка Радванська            | 6–0, 4–6, 10–7                      | LA Women's Tennis Championships                           |
| 2010    | не проводився переїхав до Сан-Дієго | не проводився переїхав до Сан-Дієго               | не проводився переїхав до Сан-Дієго           | не проводився переїхав до Сан-Дієго | не проводився переїхав до Сан-Дієго                       |